# Aralia chinensis
Aralia chinensis é uma espécie de Aralia nativa da China.

## Sinônimos
- Aralia intermedia Lavallée [inválido]
- Aralia planchoniana Hance